# Staatsarchiv Wallis

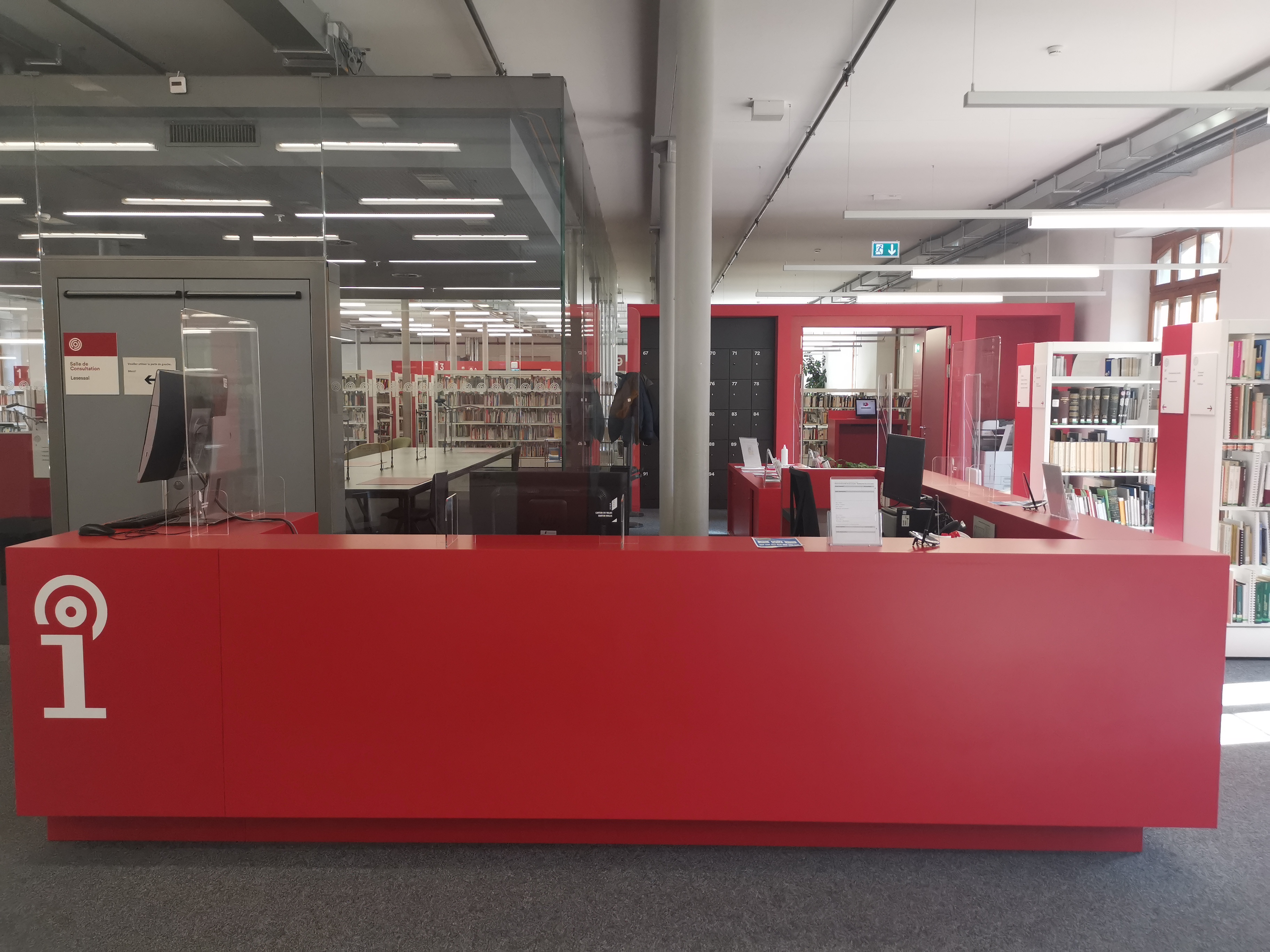
Staatsarchiv Wallis, Empfang im Gebäude Les Arsenaux (2020)

Das Staatsarchiv Wallis (Archives de l’Etat du Valais) in Sitten sammelt, erschliesst und verwahrt das archivalische Kulturgut des Kantons Wallis und sorgt für dessen Erhaltung. Es ist Aufbewahrungsort aller erhaltungswürdigen staatlichen Archivbestände und stellt diese der Öffentlichkeit zur Verfügung. Seine Bestände reichen bis ins Jahr 1150 zurück.
Das Haus bringt neben dem Jahrbuch Vallesia auch die Reihe Beihefte zu Vallesia heraus, die 1990 vom Staatsarchiv Wallis gegründet wurde. Sie ist der Veröffentlichung von Dissertationen, Monografien, Textausgaben und Arbeiten vorbehalten, die den Rahmen des Jahrbuchs Vallesia sprengen würden. Bis 2015 waren 29 Bände erschienen.